# Cruzador

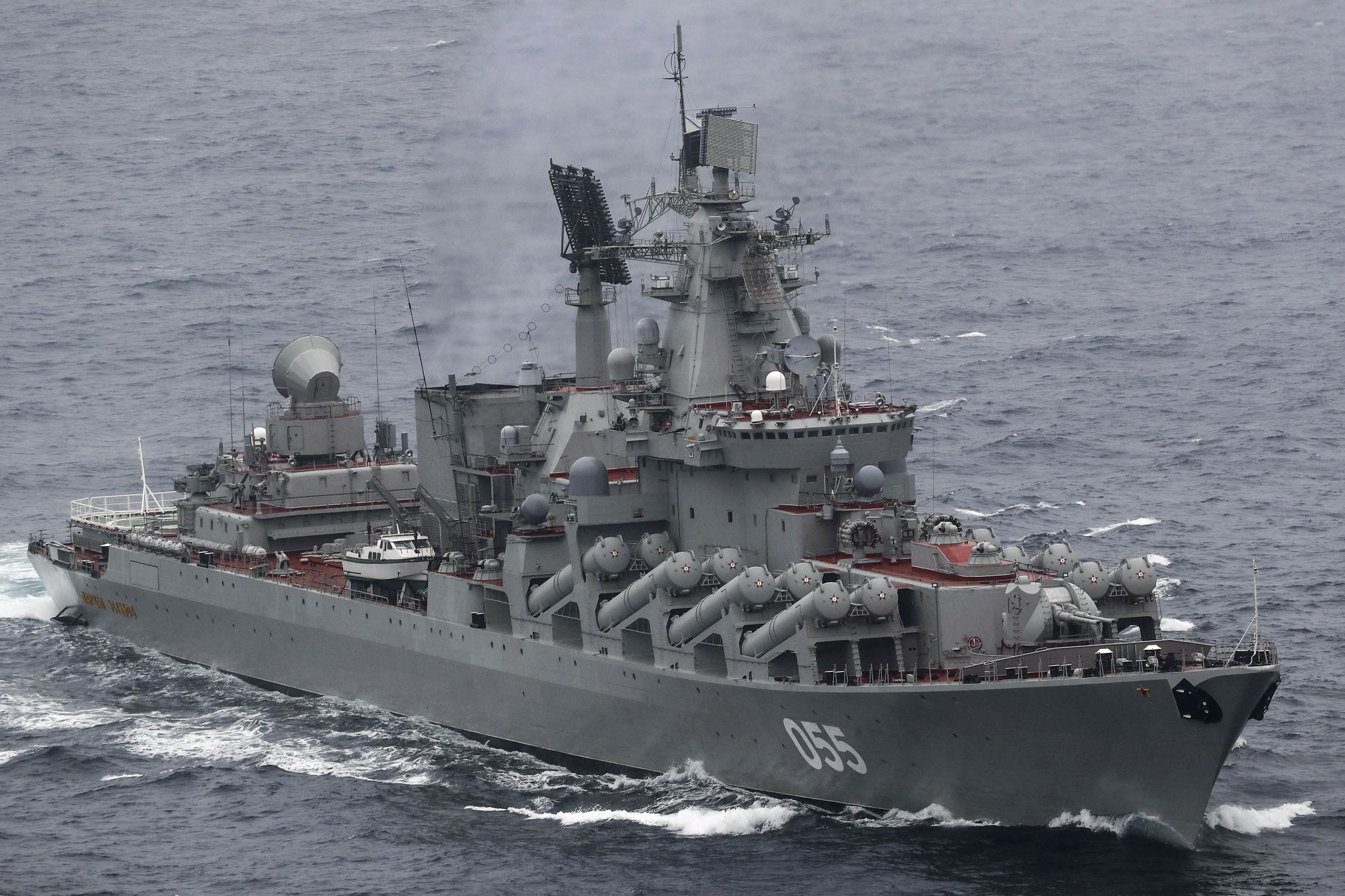
Classe Slava.

Um cruzador é um tipo de navio de guerra. Designando originalmente qualquer navio encarregado de tarefas de exploração em uma esquadra, o termo "cruzador passou a designar, no final do século XIX, um tipo específico de navio oceânico, maior e mais armado que as fragatas, que acabou por substituí-las. Durante a Segunda Guerra Mundial, observou-se que os cruzadores, assim como os porta-aeronaves (porta-aviões), exigiam escolta, a qual é completamente dispensável às naves do tipo fragatas e corvetas. Esta desvantagem acabou limitando o valor estratégico dos cruzadores. 
No passado, os navios superpesados (cruzadores/couraçados), que são pesando 20 mil toneladas ou mais, eram também referidos como "cruzeiros". Atualmente o termo é pouco utilizado, referindo-se aos maiores navios de combate de superfície (com excepção dos porta-aviões), com grandes capacidades antiaérea e antinavio e necessidade escolta. Entre os poucos navios modernos classificados como cruzadores, hoje estão a Classe Ticonderoga da Marinha dos Estados Unidos e a Classe Kirov da Marinha da Rússia. Pesados e lentos (20 nós em média de cruzeiros) e com pouca arqueação operacional, devem ser acompanhados de navios-tanque para abastecimento sem retornar à Base operacional.

## Primórdios do cruzador

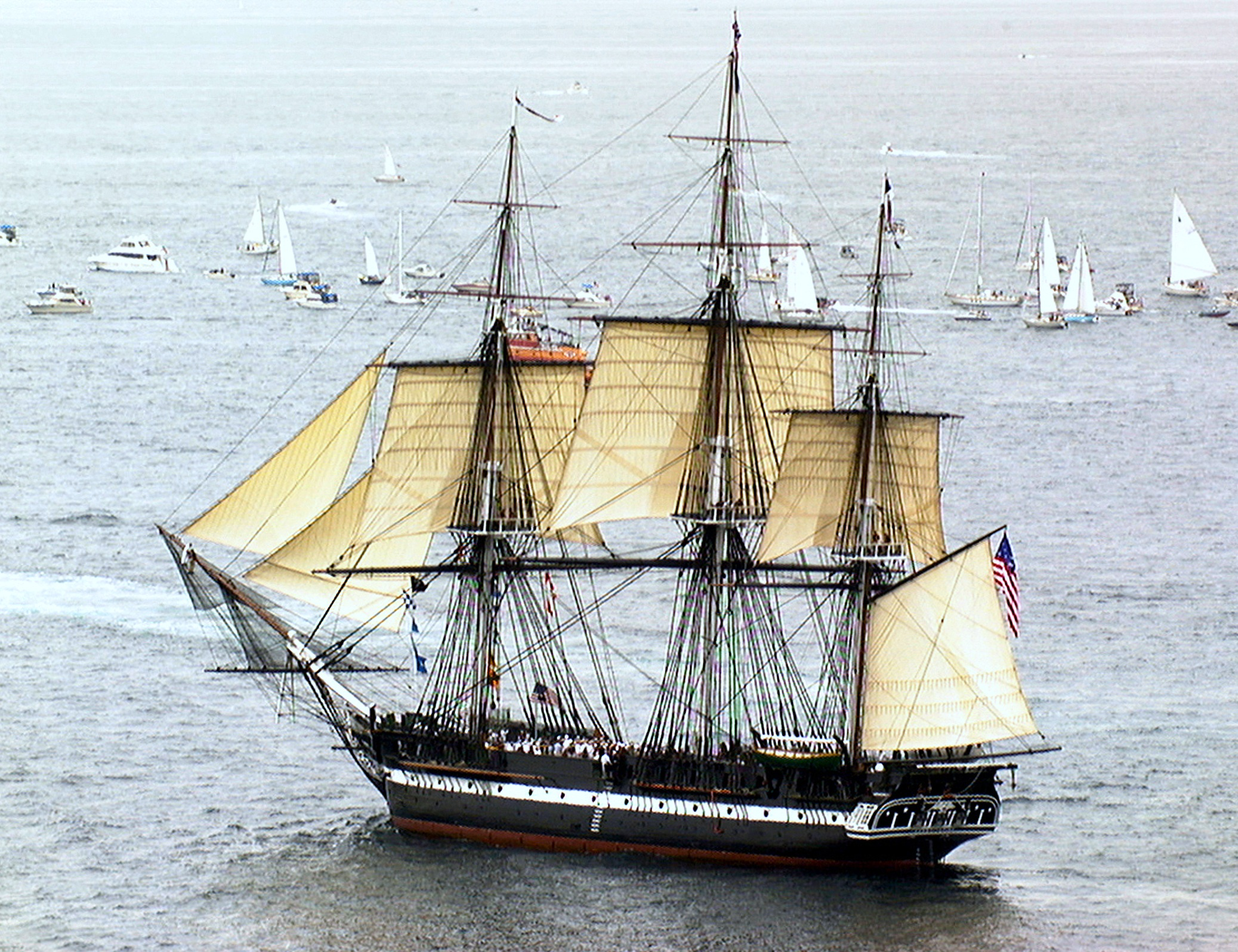
Fragata à vela USS Constitution - 1797.

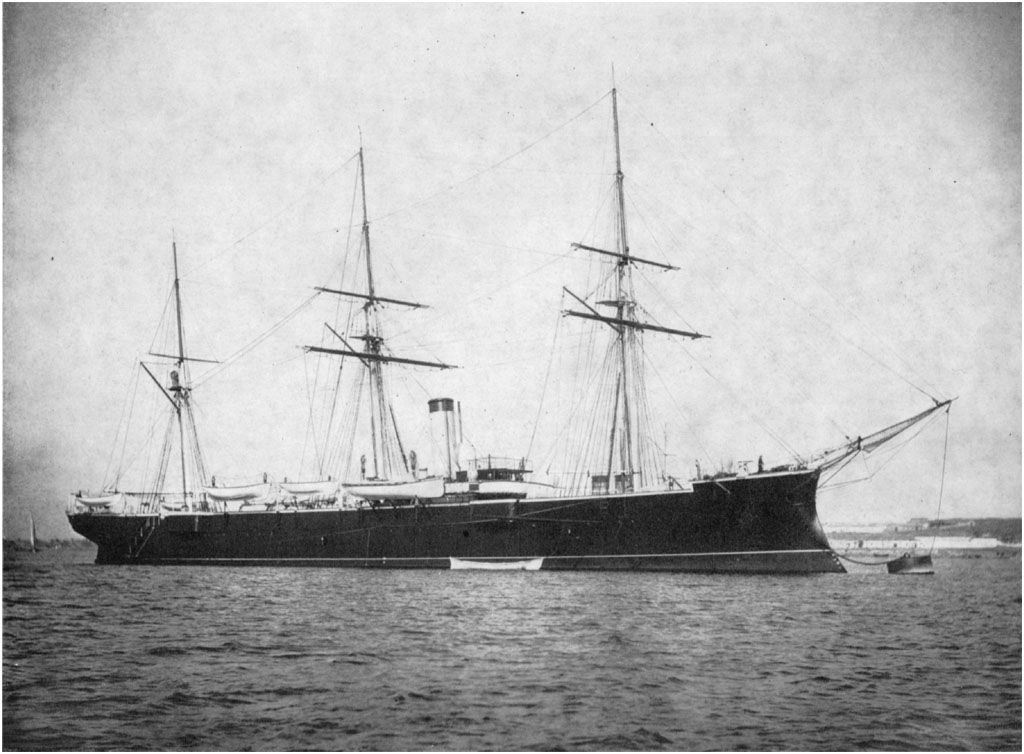
Cruzador não protegido russo Pamyat Mercuriya - 1879.

A expressão "andar em cruzeiro" começou a ser comum, a partir do século XVII, para se referir à atividade de um navio de guerra que estivesse a operar independentemente, isto é, isolado e não integrado numa esquadra. Um navio que andasse em cruzeiro também era referido como "cruzeiro" ou era referido como "cruzador". Os termos referiam-se à função ou missão do navio e não ao tipo de navio em si. Contudo a função de "cruzador" ou "cruzeiro" era, normalmente, atribuída a um navio pequeno e rápido. Na época o navio de linha era, geralmente, muito grande, pouco flexível e muito caro para ser empregue em missões de longo alcance, bem como demasiado estratégico para ser colocado em risco de destruição ou de desgaste no desempenho contínuo de missões de patrulhamento. No século XVII destacavam-se os cruzadores da Marinha dos Países Baixos, que depois inspiraram outras marinhas. Os interesses mercantis também conseguiram convencer o Parlamento Britânico a legislar no sentido de obrigar a sua marinha a concentrar-se na utilização de cruzadores para defesa da navegação mercante e para incursões contra o comércio adversário, em detrimento do gasto de recursos em navios de linha. 
Durante o século XVIII, a fragata tornou-se no principal tipo de navio a ser usado como cruzador de bolso com velocidade de 30 nós ainda. A fragata era um navio pequeno, rápido, com um longo alcance e armamento mais aligeirado (apenas uma bateria coberta de peças de artilharia), usado para exploração, transmissão de mensagens e interrupção da navegação mercante inimiga. Outros tipos de navios ligeiros, como os bergantins, eram também usados como cruzadores.

## Cruzador a vapor
Durante o século XIX, à medida que a propulsão a vapor se tornava a norma, as marinhas de guerra começaram a usar o termo "cruzador" para se referirem mais especificamente a alguns navios de guerra couraçados, bem como a um conjunto de fragatas, corvetas, avisos e outros navios não couraçados, a maioria dos quais dispunha de uma propulsão mista a vapor e à vela, com velocidade nédia de 20 nós na Esquadra.
Os primeiros couraçados eram ainda referidos como "fragatas" - por causa da sua única bateria coberta - apesar de serem mais poderosos que os navios de linha, até então, existentes. A França construiu um certo número de pequenos couraçados para funções de cruzador ultramarino, a começar pelo Belliqueuse lançado em 1865. Estes foram os primeiros cruzadores couraçados. Na década de 1870 muitas outras nações tinham já produzido cruzadores couraçados destinados, especificamente, a missões independentes e rápidas, de patrulha e de incursão. Até à década de 1890 os cruzadores couraçados ainda eram construídos com mastros para propulsão à vela, permitindo-lhes a operação afastada das suas bases de reabastecimento de carvão, com velocidades médias baixas, porém aumento do poder de fogo, e necessidade de navios - tanque para abastecimento.
Os navios de guerra cruzadores não blindados, construídos em madeira, ferro, aço, lentos e super - armados, com numa combinação destes materiais, continuaram a ser populares até ao final do século XIX. A blindagem do couraçado provocava-lhe, muitas vezes, a limitação da sua autonomia sob propulsão a vapor, o que o tornava inapropriado para missões a longas distâncias ou para operar nas colónias mais distantes. O cruzador não blindado (normalmente uma fragata ou corveta a hélice) podia continuar a desempenhar esta função, sendo necessária a Escolta e o navio - tanque (abastecedor). 
No entanto, apesar dos cruzadores de meados e finais do século XIX estarem equipados com a artilharia da mais moderna, dificilmente podiam enfrentar couraçados em combate. A evidência disto deu-se em 1877 quando a fragata HMS Sha - um moderno cruzador britânico - e a corveta HMS Amethyst não conseguiram derrotar o monitor peruano Huáscar - um couraçado, na época quase obsoleto - em virtude da sua couraça ter resistido a mais de 50 impactos da artilharia britânica.
Em 1889, o cruzador passou a ser considerado, oficialmente, um tipo de navio na Royal Navy britânica quando a mesma reclassificou, como tal, as suas grandes fragatas a vapor. Os cruzadores foram, então, classificados em três classes na época, segundo o seu deslocamento: 1.ª classe - 3 000 t a 6 000 t -, 2.ª classe - 1 500 t a 3 000 t - e 3.ª classe - 800 t a 1 500 t. Este sistema de classificação, vigorou até 1905, sendo usado como referência internacional, hoje tudo mudou, devido a evolução tecnológica e a evolução dos motores navais, inclusive ATÔMICOS.

## Cruzador protegido

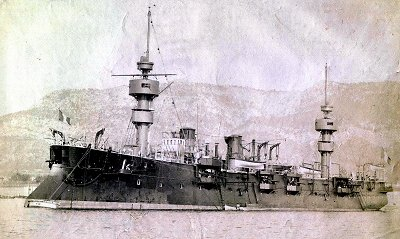
Cruzador protegido francês Jean Bart - 1886.

Na década de 1880 os projetistas navais começaram a usar o aço como material de construção e de armamento. Um cruzador de aço poderia ser mais leve e mais rápido do que um construído em ferro ou madeira. A doutrina naval francesa, conhecida por Jeune École, defendia que uma esquadra composta por cruzadores de aço, rápidos e não protegidos, era a ideal para as incursões ao comércio inimigo, enquanto os torpedeiros seriam capazes de destruir uma esquadra inimiga de couraçados.
O aço também oferecia ao cruzador, um meio de adquirir a proteção necessária para sobreviver em combate. A blindagem em aço era, consideravelmente, mais resistente que uma em ferro, para um peso equivalente. Colocando uma, relativamente, fina camada de blindagem de aço sobre as partes vitais do navio e colocando os depósitos de carvão em locais onde ajudassem a parar a penetração de granadas de artilharia, poderia obter-se um grau considerável de proteção sem limitar, substancialmente, a ligeireza do navio.
O primeiro cruzador protegido foi o navio chileno Esmeralda, lançado em 1883. Produzido nos estaleiros britânicos da Armstrong em Elswick, este navio serviu de inspiração a um grupo de cruzadores protegidos construídos no mesmo estaleiro e conhecidos pelos "cruzadores de Elswick". O seus castelo de proa, castelo de popa e convés de madeira foram removidos e substituídos por um convés blindado. O armamento do Esmeralda consistia em peças de 254 mm à vante e à popa e em peças de 152 mm a meio navio. Podia atingir uma velocidade de 18 nós e eram, apenas, propulsado a vapor. Dispunha de um deslocamento de 3 000 toneladas. Durante as duas décadas seguintes, este cruzador foi o motivo de inspiração para a combinação de artilharia pesada, alta velocidade e reduzido deslocamento.
Estes navios tornam-se o núcleo das esquadras coloniais das grandes marinhas, que reservam para os couraçados a função de navios de combate primeira linha. Já nas marinhas de média dimensão, sem capacidade de manterem uma frota de couraçados, os cruzadores assumem o papel de navios principais de combate de superfície.

## Cruzador couraçado

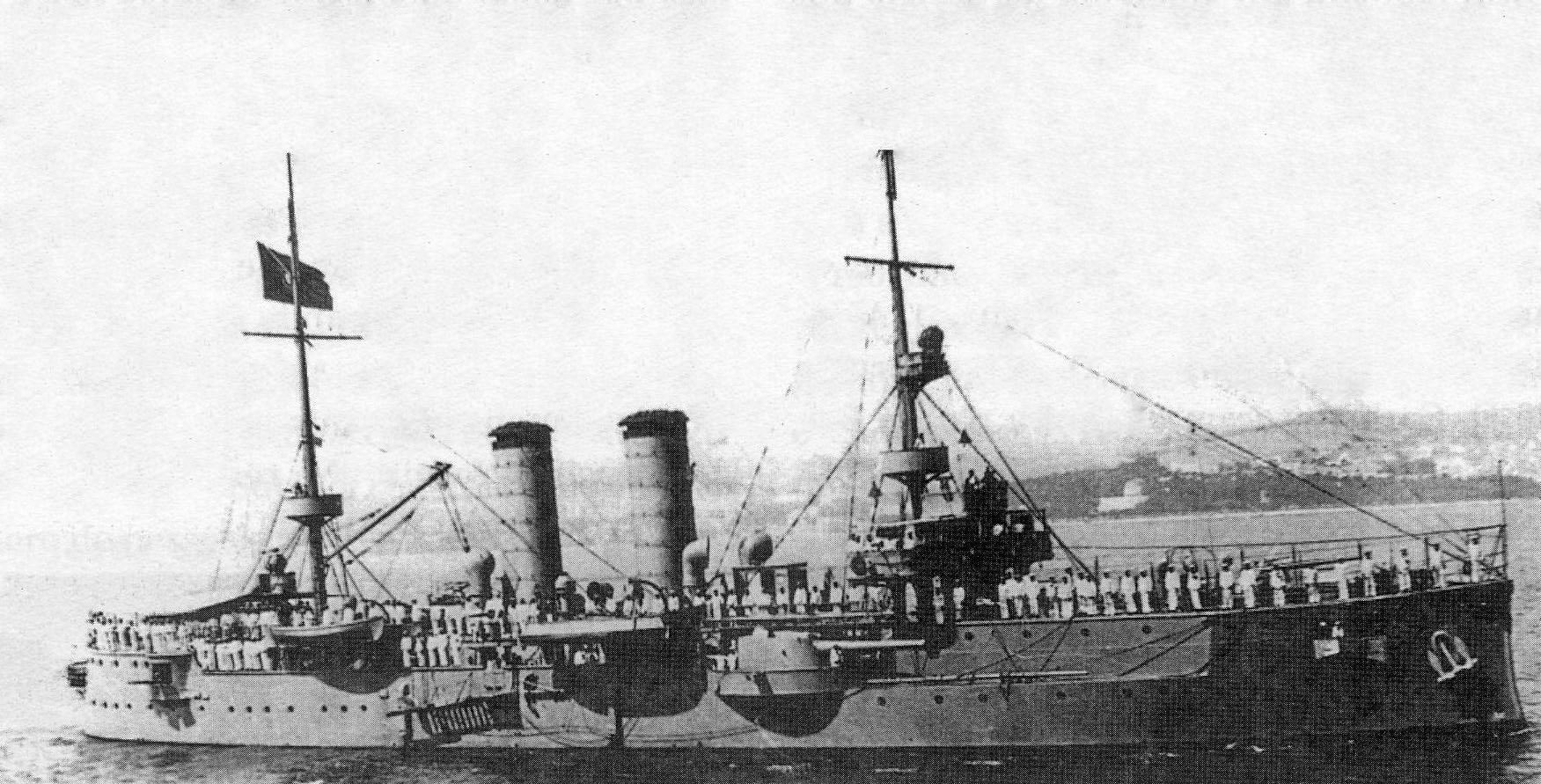
Cruzador couraçado português Vasco da Gama - 1901.

O cruzador couraçado ou cruzador blindado corresponde a uma categoria intermédia de cruzadores cujo apogeu se limitou às décadas de 1890 e de 1900. O cruzador couraçado, além de estar dotado de blindagem para proteger os mesmos pontos que nos cruzadores protegidos, também estava dotado de proteção no casco que estava rodeado de uma cintura couraçada. A principal finalidade desta couraça adicional era a de proteger o navio de ataque de torpedos ou de impactos de projéteis de artilharia na zona da linha de flutuação. Em termos de funções, aos cruzadores couraçados estavam atribuídas, essencialmente, as mesmas que aos cruzadores protegidos.
O primeiro cruzador couraçado foi o Dupuy de Lôme, da Marine Nationale francesa, lançado ao mar em 1887. Outro famoso exemplar foi o USS Maine, cuja explosão misteriosa, no porto de Havana, desencadeou a Guerra Hispano-Americana. Também passou a ser classificado como cruzador couraçado, a antiga corveta couraçada Vasco da Gama, da Marinha Portuguesa, depois da sua reforma profunda em 1901.
Os cruzadores couraçados foram os protagonistas da Batalha de Ulsan e tiveram uma participação relevante na Batalha de Tsushima, ambas durante a Guerra Russo-Japonesa. Mais tarde, durante a Primeira Guerra Mundial, duas forças navais inimigas, ambas compostas por cruzadores couraçados, enfrentaram-se na Batalha de Coronel. Apenas um mês depois desta batalha, os cruzadores couraçados alemães que a tinham vencido (o SMS Scharnhorst e o SMS Gneisenau) foram afundados na Batalha das Malvinas, pelos HMS Invincible e HMS Inflexible, pioneiros britânicos da geração seguinte de cruzadores, os cruzadores de batalha.

## Cruzador auxiliar

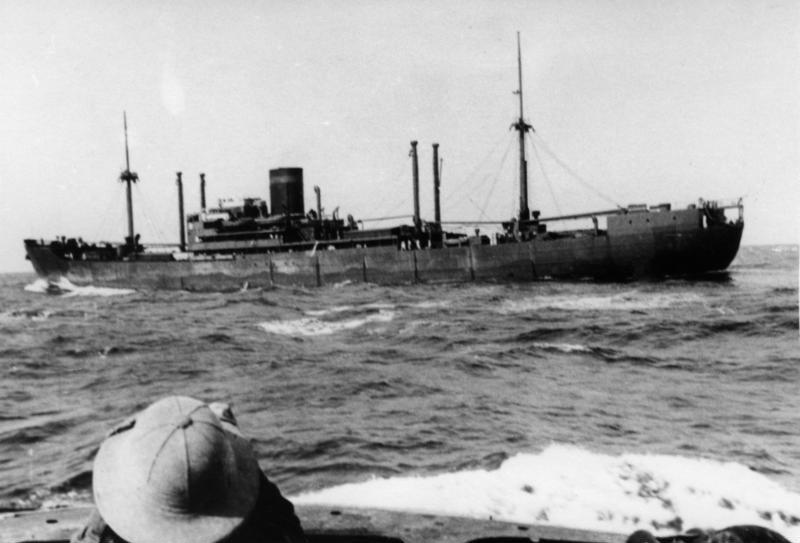
Cruzador auxiliar alemão Kormoran - 1940.

Designava-se como cruzador auxiliar um navio mercante que, em situações de guerra, era dotado de armamento para reforçar as forças navais de um país, que não dispunham de navios de guerra suficientes. Eram utilizados, sobretudo como escoltas de comboios e em missões de vigilância. Nestas missões, por exemplo, a Marinha Portuguesa, empregou, durante a Primeira Guerra Mundial, os cruzadores auxiliares NRP Pedro Nunes e NRP Gil Eannes, antigos navios mercantes capturados à Alemanha.
Outra missão, atribuída por algumas marinhas a cruzadores auxiliares, era a de serem usados como navios disfarçados para ataque à navegação mercante inimiga. Esta era uma função semelhante à dos antigos corsários.
Em ambas as guerras mundiais, tornaram-se famosos os cruzadores auxiliares alemães, utilizados como Corsários. Destacaram-se, na Primeira Guerra Mundial, os navios de passageiros Kronpriz Whilhelm, Prinz Eitel Fridrich e Berlin, os navios mercantes Möwe, Wolf e Greif e o veleiro Seadler. Na Segunda Guerra Mundial destacaram-se os navios mercantes Atlantis, Pinguin, Kormoran, Komet e Michel. Estes navios desenvolveram uma guerra de corso de âmbito mundial, contra a navegação aliada, desde o Mar do Norte até ao Pacífico.
A missão dos Corsários, além de afundar o máximo de navios inimigos, era, fundamentalmente, a de desorganizar os sistemas de vigilância aliados que eram obrigados a empregar um enorme número de navios de guerra para vigiar, controlar, localizar e afundar os navios alemães. Só na Segunda Guerra Mundial, nove cruzadores auxiliares alemães afundaram ou capturaram 820 715 toneladas de navios inimigos, incluindo o afundamento do cruzador australiano Sydney. 

## Cruzador de batalha

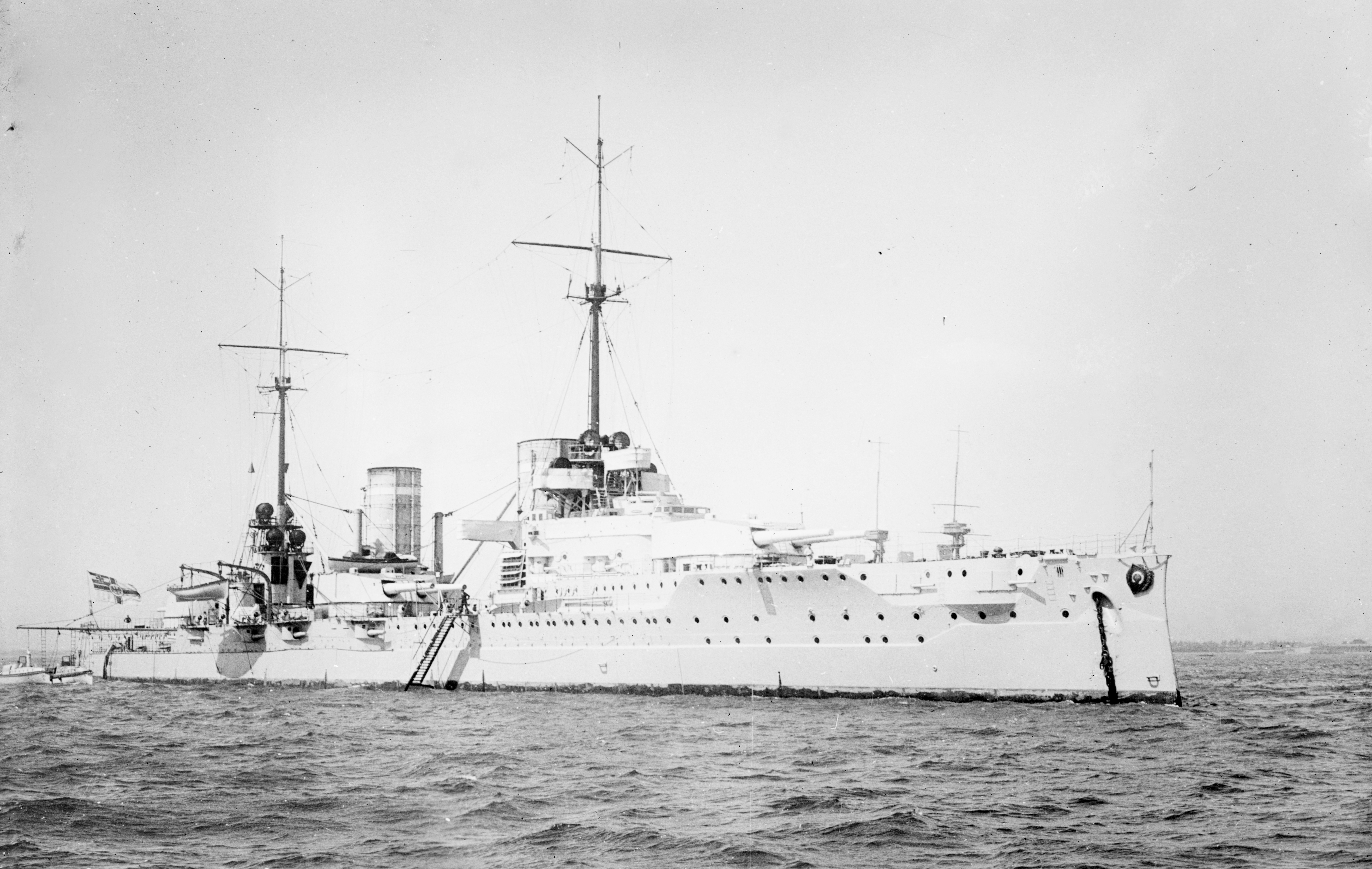
Cruzador de batalha SMS Von der Tann - 1910.

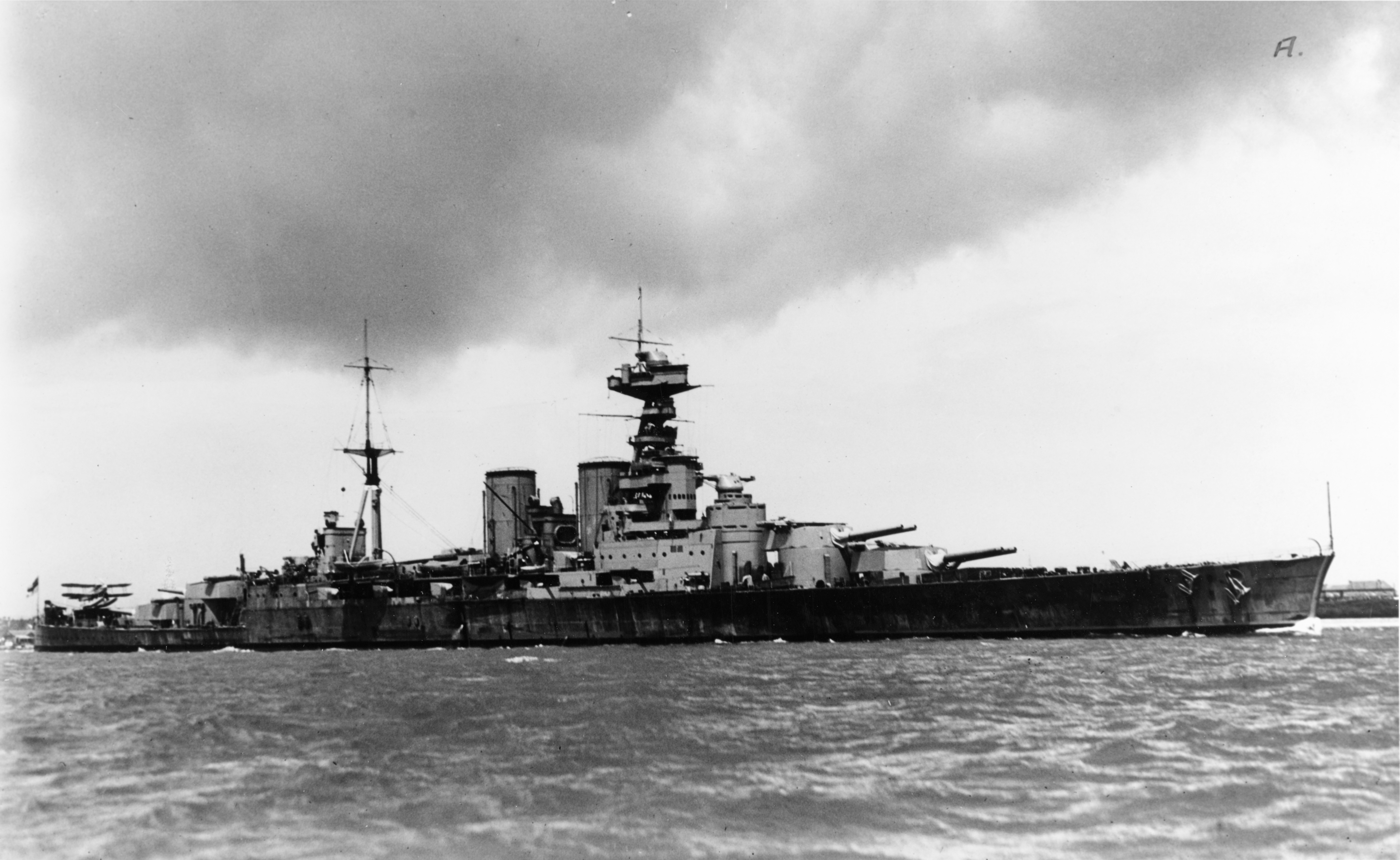
Cruzador de batalha HMS Hood - 1916.

No início do século XX, após a Primeira Guerra Mundial, os sucessores diretos dos cruzadores protegidos passaram a ser classificados em uma escala consistente de tamanho de navios de guerra, sendo menores que os encouraçados, mas maiores que os contratorpedeiros. Em 1922, o Tratado Naval de Washington estabeleceu um limite formal para esses cruzadores, definindo-os como navios de guerra com até 10.000 toneladas de deslocamento, equipados com canhões de até 8 polegadas de calibre. Posteriormente, o Tratado Naval de Londres de 1930 criou uma divisão entre dois tipos de cruzadores: os cruzadores pesados, com canhões de 6,1 a 8 polegadas, e os cruzadores leves, com canhões de até 6,1 polegadas. Ambos os tipos foram limitados em tonelagem total e individual, o que influenciou o design dos cruzadores até o colapso do sistema de tratados, pouco antes do início da Segunda Guerra Mundial. Entre as variações no design dos cruzadores do Tratado estavam os "encouraçados de bolso" alemães da classe Deutschland, que possuíam armamento mais pesado em detrimento da velocidade, em comparação com os cruzadores pesados padrão, e a classe Alaska americana, um design de cruzador pesado de maior porte, destinado a atuar como "caçador de cruzadores".
A aparição, em 1906, do novo couraçado da Royal Navy, o HMS Dreadnought, fez com que, de um momento para o outro, os cruzadores protegidos e os cruzadores couraçados ficassem quase totalmente obsoletos. Efetivamente o Dreadnought dispunha de um armamento superior ao de todos os couraçados construídos até então, sem sacrificar a sua proteção blindada e, além disso, as suas turbinas propulsoras a vapor permitiam-lhe atingir os 21 nós de velocidade o que o tornava tão rápido como qualquer cruzador então existente. esta verdadeira revolução na arte de construção naval fez com que o Almirantado britânico planeasse a criação de um novo tipo de navio de guerra, a partir do Dreadnought: o cruzador de batalha. Este conceito foi criado pelo almirante John Fisher. O primeiro cruzador de batalha foi o HMS Invincible, que entrou ao serviço em 1908.
O cruzador de batalha foi planeado com uma missão clara em mente: a caça aos cruzadores protegidos e cruzadores couraçados que ameaçassem a navegação mercante. Em termos gerais, um cruzador de batalha combinava o armamento do Dreadnought com uma velocidade superior a 25 nós, o que lhe permitia, por um lado, atacar cruzadores protegidos menos armados e, por outro, escapar de couraçados que os superassem em armamento. O preço a pagar, em troca de uma velocidade tão elevada foi, o sacrifício da blindagem. O Invincible, sem ir mais longe, tinha uma couraça vertical de apenas 152 mm, em comparação com a de 280 mm do Dreadnought.
A Marinha da Alemanha, alarmada com a aparição do Invencible, iniciou, imediatamente, a construção dos seus próprios cruzadores de batalha. O primeiro deles foi o SMS Von der Tann, praticamente uma cópia do Invencible. No entanto, os projetistas alemães não viam com bons olhos o sacrifício da proteção dos seus navios e, assim, os cruzadores de batalha da Alemanha tiveram sempre uma blindagem melhor que a dos seus rivais britânicos, já que também se pensou utilizá-los como vanguarda da esquadra. O próprio Von der Tann, por exemplo, tinha uma blindagem de 250 mm.
Os cruzadores de batalha, contudo, só foram utilizados na sua missão original, nos primeiros meses da Primeira Guerra Mundial, obtendo um grande êxito. No entanto, passado pouco tempo, a Marinha Real decidiu empregar os seus cruzadores de batalha de uma forma semelhante à dos alemães, como vanguarda da sua linha de batalha, uma missão para a qual não haviam sido projetados. O resultado foi desastroso, como se viu na Batalha da Jutlândia. Os Britânicos perderam três cruzadores de batalha com as suas guarnições completas (o HMS Invincible, o HMS Indefatigable e o HMS Queen Mary), enquanto os Alemães apenas perderam o SMS Lützow. Isso graças à capacidade dos cruzadores de batalha alemães em absorver tremendos impactos, fruto da decisão dos seus projetistas em não sacrificar demasiado a blindagem.
Terminada a guerra, a Royal Navy apenas conservou os seus três cruzadores de batalha mais modernos, o HMS Renown, o HMS Repulse e o enorme HMS Hood. O conceito de cruzador de batalha tornou-se obsoleto com a aparição, no período entre as duas guerras, dos couraçados do tipo super-dreadnought, mais rápidos e melhor armados que qualquer cruzador de batalha então existente. Já durante a Segunda Guerra Mundial deu-se o triste epílogo na carreira de um dos mais controversos tipos de navios da História, com o afundamento do Hood no Atlântico Norte e do Repulse no Mar da China.

## Cruzador rápido

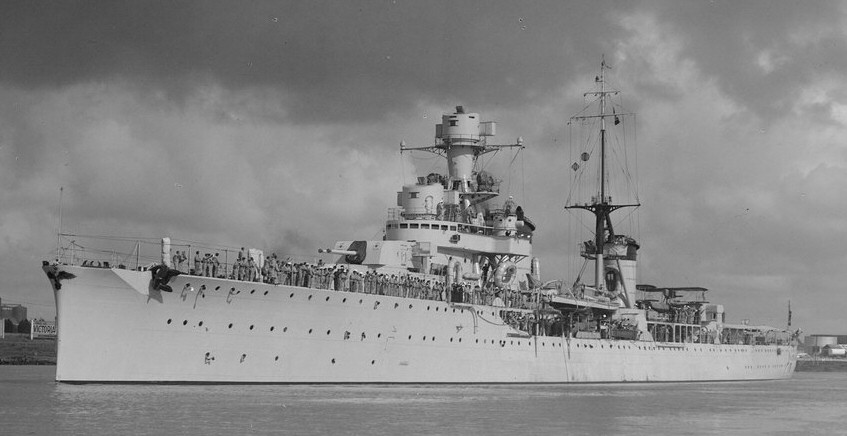
Cruzador rápido italiano em 1935.

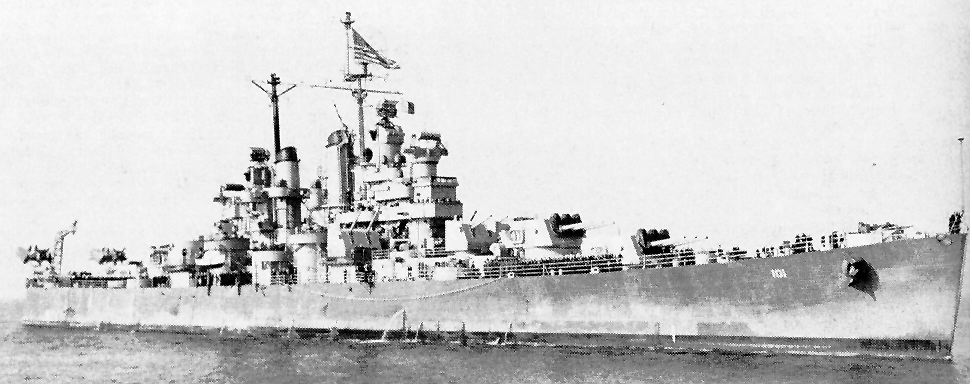
Cruzador rápido norte-americano em 1945.

Pouco antes da Primeira Guerra Mundial, o cruzador protegido deu lugar ao cruzador rápido. Este novo tipo dispunha de uma cintura couraçada completa, protegendo os costados do navio, mas mantendo deslocamento e armamento limitados já que foi pensado para desempenhar funções semelhantes às dos anteriores cruzadores protegidos. Os cruzadores ligeiros tinham uma artilharia de calibre máximo igual a 152 mm.
Uma novidade nas missões atribuídas aos cruzadores rápidos era a de atuarem como condutores de flotilha de contratorpedeiros. Para isso tinham que ser tão rápidos como os navios que deviam conduzir. A sua maior potência de fogo permitia defender os navios da sua flotilha de contratorpedeiros e cruzadores inimigos, já que os contratorpedeiros da altura da Primeira Guerra Mundial estavam armados apenas com torpedos e com alguma artilharia de pequeno calibre.
Muitos dos navios deste tipo, construídos durante a Primeira Guerra Mundial, foram modernizados, tendo-se continuado o desenvolvimento de cruzadores ligeiros durante as décadas de 1920 e de 1930. Algumas das classes destes navios desenvolvidos durante esta época foram a Leander, a Arethusa e a Town britânicas, a Königsberg e a Leipzig alemãs, a Condottieri italiana, a Sendai e a Agano japonesas, a Duguay Trouin e a Marsellaise francesas, a Brooklyn e a Cleveland norte americanas, a Bahia brasileira, a Kirov russa e a Cervera espanhola. As principais alterações introduzidas neste período foram a substituição das caldeiras a carvão por outras a petróleo, a introdução da soldadura elétrica - aligeirando a construção ao evitar a necessidade de uso rebites - e a substituição dos antigos reparos de artilharia com escudo por torres totalmente fechadas.
Na Segunda Guerra Mundial, a missão dos cruzadores ligeiros, como condutores de flotilha, manteve-se. Popularizou-se, no entanto, a teoria do almirante Isoroku Yamamoto sobre o combate naval a curta distância, preconizando o abandono da artilharia de 203 mm, substituindo-a por artilharia de 152 mm, mas instalando um maior número de peças no navio. O resultado desta teoria foi um navio com um deslocamento de cruzador pesado, mas com um armamento de calibre de cruzador ligeiro. Seguindo esta teoria, a Marinha Japonesa construiu os cruzadores da Classe Mogami, armados com 15 peças de 155 mm em torres triplas. Com uma capacidade de quatro tiros por minuto por cada peça, isto implicava 60 tiros por minuto, no total da artilharia do navio, o que era suficiente para pulverizar qualquer cruzador ou contratorpedeiro a curta distância. A Marinha Real Britânica também adoptou este conceito, mas por razões diferentes: tinha excedido a tonelagem máxima para cruzadores pesados, de modo que iniciou a construção de grandes cruzadores ligeiros que não estavam sujeitos às limitações impostas pelos tratados de Washington e de Londres. No entanto, a potência destrutiva das peças de 200 mm era muito superior, tal como o seu alcance, de modo que poucas marinhas adotaram cruzadores deste tipo. Alguns exemplos de classes de grandes cruzadores ligeiros são a Southampton, a Edimburgh e a Fiji britânicas e a Mogami japonesa - transformados em cruzadores pesados, pouco antes da Segunda Guerra Mundial, ao serem-lhe substituídas as torres de 155 mm por outras tantas de 203 mm.
Também foi durante a Segunda Guerra Mundial que se deu a maior tragédia naval da história da Marinha do Brasil. Durante o conflito, o C2 Bahia, semelhante ao que ocorreu por ocasião da Primeira Guerra Mundia, foi utilizado novamente como escolta de comboios na campanha do Atlântico. Em 4 de julho de 1945, durante os preparativos para um exercício com as metralhadoras antiaéreas Oerlikon de 20 mm, parou momentaneamente próximo aos Rochedos de São Pedro e São Paulo para lançar ao mar um alvo flutuante para exercício de tiro, mas foi atingido por uma violenta explosão que acertou as cargas de profundidade na popa. Na catástrofe, perderam a vida o seu comandante e mais 339 dos 372 homens que estavam a bordo, inclusive 4 marinheiros Marinha dos Estados Unidos. Em 8 de julho, foram salvos apenas 36 tripulantes pelo navio mercante inglês SS Balfe.
Um terceiro tipo de cruzador ligeiro foi um especializado em defesa antiaérea. Estes cruzadores foram desenvolvidos pela Marinha Real para melhorar a proteção antiaérea de comboios e grupos de porta-aviões, sendo dotados com peças de dupla função que podiam ser utilizadas tanto em combate antissuperfície como antiaéreo. Os primeiros cruzadores ligeiros antiaéreos foram os da Classe Dido, armados com peças de 133 mm em quatro ou cinco torres duplas. A Marinha dos EUA utilizou peças de 127 mm nos seus cruzadores antiaéreos da Classe Atlanta, com até seis torres duplas fechadas de tipo de contratorpedeiro. A Marinha Real Italiana italiana também iniciou a construção de cruzadores deste tipo (a Classe Etna) que, no entanto, não chegaram a ser terminados antes do Armistício.

## Cruzador pesado

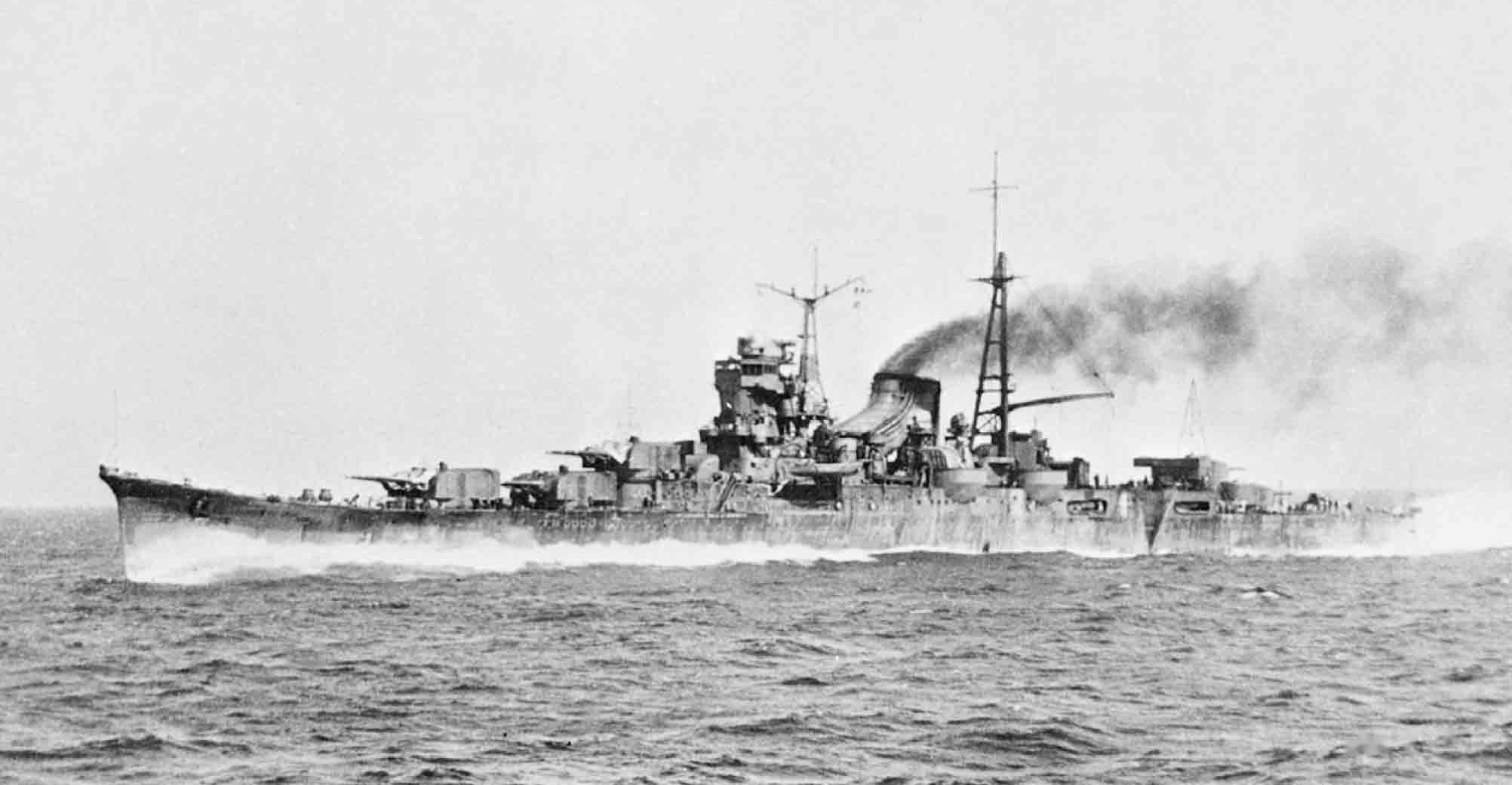
Cruzador pesado japonês Mogami - 1935.

O cruzador pesado foi um tipo de cruzador, projetado segundo o mesmo conceito dos anteriores, mas com maior autonomia, maior proteção e melhor armamento, o que lhe dava a possibilidade de acompanhar couraçados em grandes batalhas navais. Os cruzadores pesados caracterizavam-se por ter a coberta e as amuras totalmente couraçadas. Os primeiros cruzadores pesados foram construídos em 1915, no entanto essa classificação só se generalizou depois do Tratado Naval de Washington, em 1922. Os cruzadores pesados foram então projetados como navios com o máximo deslocamento e o máximo calibre de artilharia permitidos para cruzadores segundo o Tratado de Washington (respetivamente 10 000 toneladas e 203 mm). Esta tonelagem era, contudo, insuficiente para proporcionar uma proteção adequada e, durante a Segunda Guerra Mundial, chegaram a construir-se cruzadores pesados com 15 000 t, ainda que mantivessem o mesmo calibre nas suas peças de artilharia.
Durante a Segunda Guerra Mundial, no Atlântico, a missão dos cruzadores pesados era, geralmente, a de defesa do tráfego mercante contra os ataques de navios de superfície, tanto atuando como escolta direta, como realizando missões de patrulha oceânica. Já no Pacífico, a Marinha dos EUA utilizou os seus cruzadores pesados para reforçar a potência de fogo dos seus grupos-tarefa de porta-aviões, já que os couraçados eram demasiado lentos para os acompanhar. Tanto a Marinha Imperial Japonesa como a dos EUA criaram forças navais independentes com base em cruzadores pesados, para realizar incursões na navegação mercante inimiga. Algumas das classes mais representativas de cruzadores pesados foram a County britânica, a Des Moines norte-americana, a Admiral Hipper alemã, a Zara italiana, a Myōkō japonesa e a Canarias espanhola.

## Cruzador de mísseis guiados

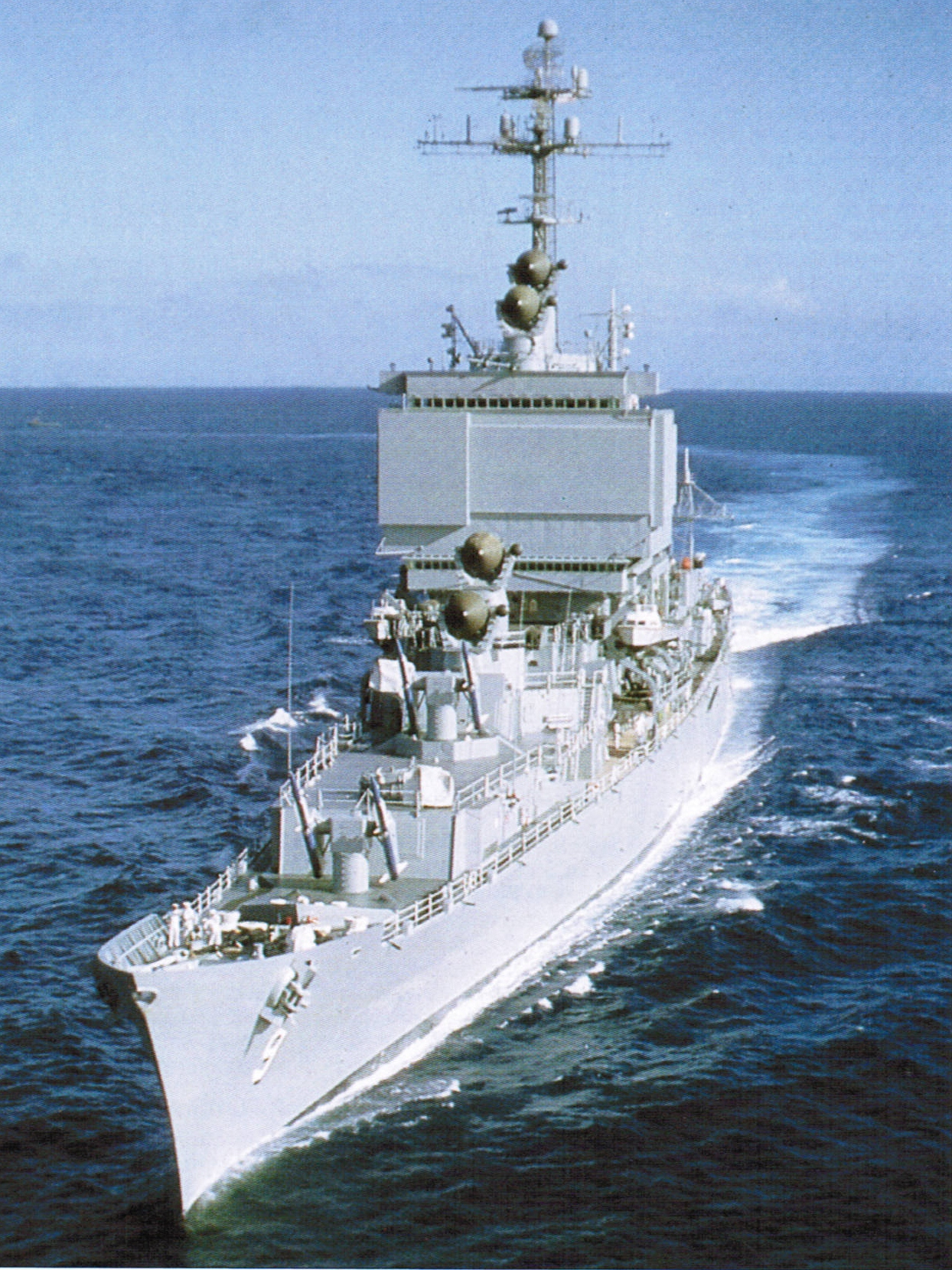
USS Long Beach

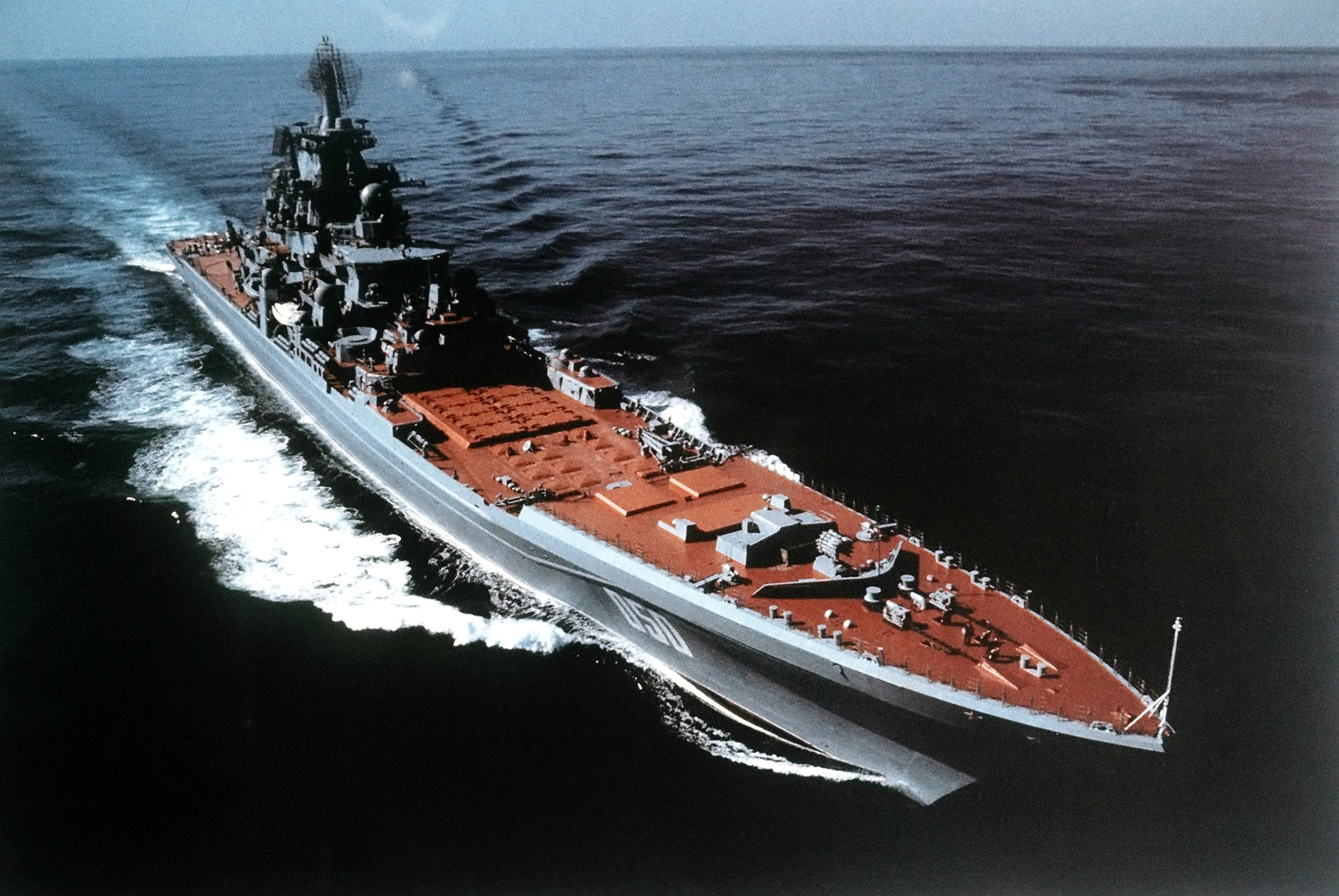
Cruzador de mísseis guiados russo Kirov.

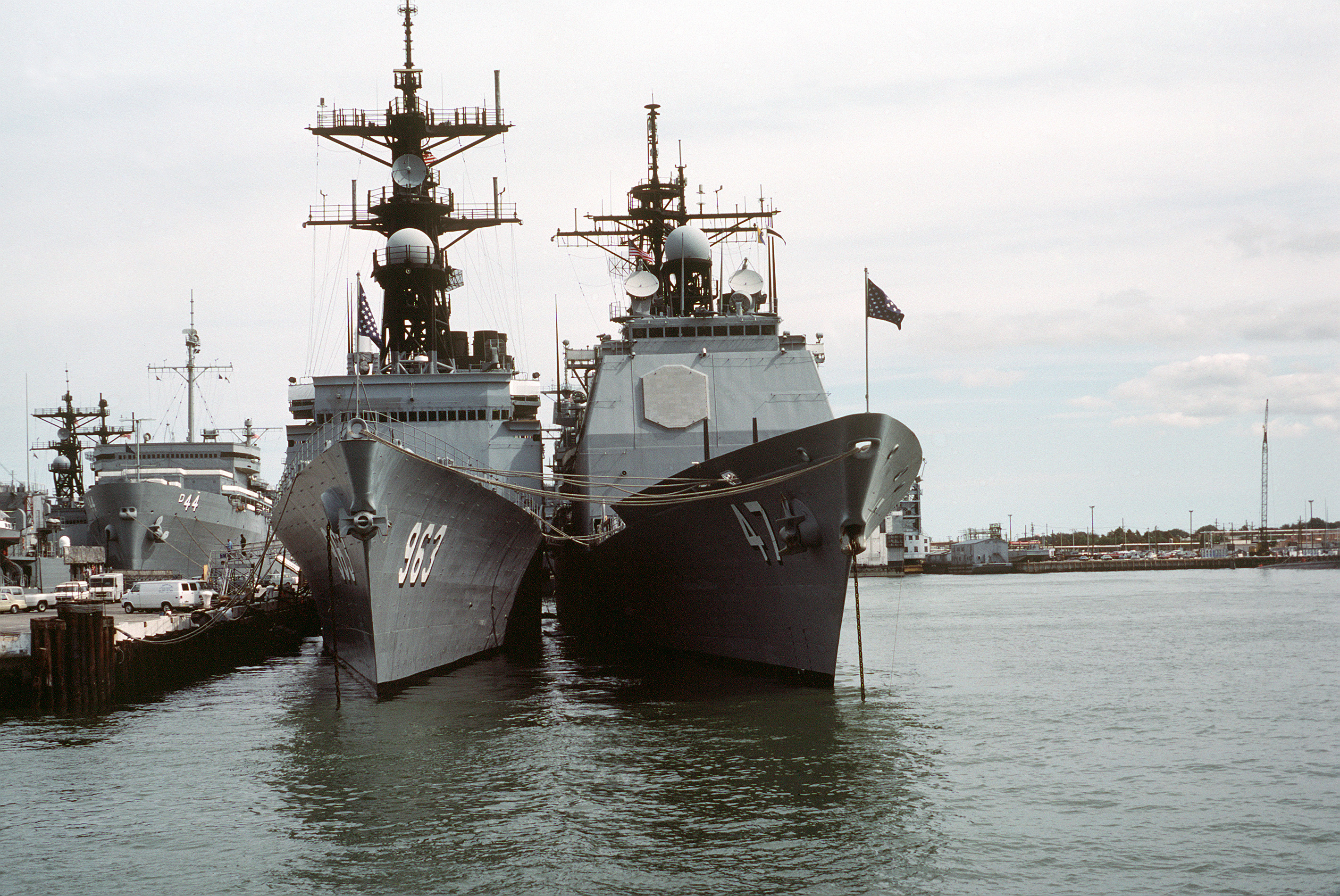
O design do cruzador da classe Ticonderoga foi baseado no contratorpedeiro da classe Spruance.

Tendo praticamente desaparecido os couraçados, pouco depois do final da Segunda Guerra Mundial, o cruzador passou a ser - pelo seu tamanho, velocidade e deslocamento - a plataforma ideal para atuar como navio lançador de mísseis guiados. Inicialmente é realizada a conversão de antigos cruzadores pesados. Em 1959 é construído o primeiro cruzador de mísseis guiados de origem, o USS Long Beach, que além disso, é também o primeiro navio nuclear de superfície da história. Seguem-se outras classes de cruzadores deste tipo, com um deslocamento inferior a 10 000 toneladas, sendo equipados com helicópteros para disporem de uma capacidade acrescida de luta antissubmarina. Os diversos mísseis que os equipavam - alguns dos quais nucleares - permitiam a estes navios atacar alvos aéreos, alvos navais e, mesmo, alvos em terra.
Por sua vez, a União Soviética não se deixou ficar para trás, concebendo o cruzador como uma plataforma naval capaz de assumir qualquer papel e de enfrentar qualquer tipo de ameaça, conceito que atingiu o seu auge com a Classe Kirov, lançada em 1977. Os Kirov são navios de 25 000 t, com uma quantidade de lançadores de mísseis superiores a qualquer navio da OTAN, seguindo a tradição soviética de dar prioridade à quantidade em detrimento da qualidade. O seu sistema de lançamento de mísseis antinavio SS-N-19 "Granit" tem a capacidade de lançar, simultaneamente, seis mísseis de uma vez, contra o seu alvo, de modo que se um ou mais forem derrubados, haverá grande probabilidade de, pelo menos um, o atingir. Além disso, estes navios também dispõem de mísseis antiaéreos, peças automáticas de 130 mm antissuperfície, lança-minas e outros armamentos.
Por outro lado, a União Soviética também classificou como cruzadores os seus navios da Classe Kiev, que são um misto de verdadeiro cruzador e de porta-aviões, graças à sua pista de aviação lateral.
A aparente inferioridade do número de cruzadores norte-americanos, perante o número de soviéticos, levou a uma reação dos EUA. Por um lado, em 1975, reclassificaram os seus navios de mísseis guiados de grande deslocamento - até então classificados apenas como fragatas - como cruzadores. Por outro lado, desenvolveram novos cruzadores de tecnologia mais avançada. Em 1983 é lançada a Classe Ticonderoga de cruzadores de mísseis guiados de propulsão convencional. Estes cruzadores reúnem quatro componentes de tecnologia de ponta (radar AN/SPY-1, sistema informático de comando e apoio à decisão CDS, sistema de apresentação de alvos ADS e sistema de controlo de armamento WCS) que em conjunto constituem o sistema AEGIS. O sistema AEGIS é capaz de detectar um alvo naval ou aéreo a centenas de milhas, identificá-lo como amigo ou inimigo e apresentar os dados no ecrã do comandante do navio, para que este possa decidir destruí-lo ou não. O sistema AEGIS tem vindo a ser aperfeiçoado desde então, estando a ser copiado por outras marinhas.
Atualmente só os Estados Unidos e a Rússia mantém cruzadores (couraçados - de - bolso, tipo Otto Bismarck Nazista) verdadeiramente, modernizados repotenciados. A França e o Peru também mantêm "cruzadores" menores (tipo Fragatas), antigos - tipos - antigos que, no entanto, foram modernizados e repontencializados. De observar que os navios de algumas classes, como a Spruance e a Arleigh Burke norte-americanas, a Suffren francesa e a Bristol (Type 82) britânica dispõem de deslocamento e armamento ao nível de um cruzador, mas são classificados apenas como contratorpedeiros. 

As classes de cruzadores, atualmente, em serviço são:
1. Classe Ticonderoga: 22 unidades ao serviço da Marinha dos EUA;
2. Classe Kirov: 2 unidades ao serviço da Marinha Russa (ocasionalmente referido como cruzador de batalha, pelo seu tamanho);
3. Classe Slava: 2 unidades ao serviço da Marinha Russa;
4. Classe Kara: 1 unidade ao serviço da Marinha Russa;
5. Classe Jeanne d'Arc: 1 unidade ao serviço da Marinha Francesa (cruzador porta-helicópteros, atualmente usado como navio de instrução);
6. Classe Almirante Grau (antiga De Zeven Provinciën neerlandesa): 1 unidade ao serviço da Marinha do Peru (último cruzador de canhões do mundo).